# Mordfall LW31
Mordfall LW31 (chinesisch LW31謀殺案 / LW31谋杀案, Pinyin LW31 móushā àn) ist eine Science-Fiction-Kurzgeschichte des chinesischen Schriftstellers A Que, zuerst veröffentlicht im Juli 2013. Eine deutsche Übersetzung von Johannes Fiederling erschien am 14. September 2020 in der Anthologie Quantenträume, herausgegeben vom Heyne Verlag.

## Handlung
Ein Kommissar wird zu der Wohnung des sadistischen Herrn Zell gerufen, der durch den Stich eines Messers ins Herz ermordet wurde, und befragt dessen Haushälterin Alou. Der Mord wurde jedoch bereits von seinem Haushaltsroboter LW31 gestanden, einem Produkt der Edge Corporation, welcher regelmäßig von Herrn Zell misshandelt und geschlagen wurde. Oleg, einer von dessen Leitern, bekräftigt, dass die Programmierung der Roboter verhindere, dass diese Menschen verletzen und will den Mord zur Vermeidung von massiven Betriebsverlusten lediglich als Bedienungsfehler bekannt machen. Bei der Durchsicht der Aufnahmen von LW31 fallen zahlreiche Lücken in diesen auf sowie getrocknete Blutspritzer auf dem Boden. Der Kommissar fragt sich, warum Alou überhaupt nicht zu sehen ist und weshalb Herr Zell sie überhaupt eingestellt hat, wo LW31 ihm doch nach Aussage von Oleg bereits vollkommen aushelfen konnte. Der Kommissar befragt LW31 dazu, der sich ungewöhnlich in einer Ecke zusammengekauert hat, und zeigt ihm Überwachungsaufnahmen vom Tag der Einstellung von Alou, aus denen sich per Lippenlesen ihr Gespräch ablesen lässt. LW31 schaltet sich daraufhin ab. Der Kommissar und Oleg konfrontieren Alou mit ihrer Vermutung, dass sie in Wahrheit die Mörderin ist. Herr Zell hatte sie angestellt, da LW31 nie auf seine sadistischen Misshandlungen reagiert hatte, und sie hatte ihn irgendwann aus Notwehr erstochen. LW31 hatte sich in sie verliebt, löschte alle Aufnahmen von ihr und nahm die Schuld auf sich. Oleg ist völlig überrascht von dieser Entwicklung in der künstlichen Intelligenz und will LW31 in den folgenden Jahren genauer untersuchen. Der Kommissar meint, dass er nach Milliarden Jahren der Evolution zumindest mit einem Roboter mithalten können sollte, und besucht daraufhin eine alte Liebe.

## Kritik
Christin Endres von diezukunft.de schreibt, die Kurzgeschichte habe „massig Hardboiled-Stimmung, wenn nicht gar ein bisschen „Blade Runner“-Atmosphäre“. Josefson von der österreichischen Tageszeitung Der Standard findet, die Kurzgeschichte gehöre in Quantenträume zu den „Erlebnisse[n] der schlichten Art“, denn „keine von ihnen liefert eine auch nur annähernd überzeugende Darstellung von Künstlicher Intelligenz“.